# Velcí Chilané naší historie
Velcí Chilané naší historie, v originále Grandes Chilenos de Nuestra Historia, byla televizní soutěž, kterou podle formátu BBC Great Britons, uspořádala v roce 2008 chilská státní televizní stanice Televisión Nacional de Chile. Diváci měli vybrat největší osobnosti chilské historie. Vítězem se stal socialistický prezident Salvador Allende, kterého kdysi svrhl diktátor Augusto Pinochet. Některé kontroverzní osobnosti jako právě Pinochet či Bernardo O'Higgins byly ovšem ze soutěže předem vyřazeny.

## Finálová desítka
1. Salvador Allende – politik
2. Arturo Prat – voják
3. Alberto Hurtado – jezuita
4. Víctor Jara – zpěvák
5. Manuel Rodríguez – voják
6. José Miguel Carrera – voják
7. Lautaro – náčelník kmene Mapuche

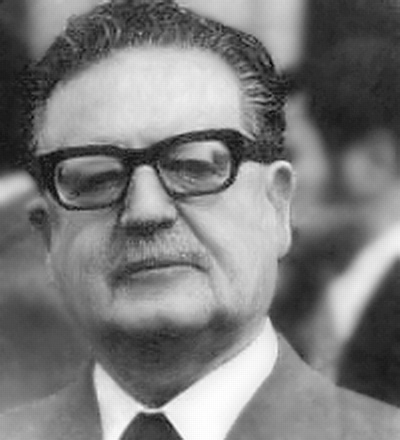
Salvador Allende

8. Gabriela Mistralová – spisovatelka
9. Pablo Neruda – spisovatel
10. Violeta Parra – zpěvačka